# Художній твір
Худо́жній твір — термін, яким позначають твір, що має передусім естетичну або розважальну цінність. Здебільшого цей термін вживають, коли йдеться про твори літератури й кіно, тоді як картини, статуї тощо частіше називають витворами мистецтва. Художній твір — явище художньої літератури, тобто гетерогенного за походженням мистецтва, яке має самодостатню естетичну цінність, що може бути по-різному трактована, інтерпретована залежно від мети та досвіду читачів, літературних критиків.
Літературно-художній твір — основна форма існування літератури як мистецтва слова.
Маючи передусім естетичну цінність, художні твори протиставляються творам науковим і документальним, для яких основною є пізнавальна цінність. Специфіка творів, які називають художніми, така, що вони часто використовують вигадку: можуть розповідати про події, що начебто відбувалися у вигаданому світі, країні чи місті, з вигаданими людьми. Іноді твір художньої літератури чи художній фільм розповідає про людей, що існували реально, але водночас автор такого твору збагачує реальні біографії вигаданими деталями чи сконструйованими розмовами. У таких творах автор використовує багато художніх засобів, наприклад: епітети, порівняння, алегорії, рефрени, гіперболи, літоти, метафори, іронії, риторичні запитання та звертання, що робить твір цікавішим для читача. Художня історична література й художнє історичне кіно часто дещо відхиляються від ходу подій, зафіксованих в науковій історичній літературі.

## Проблема сприйняття літературного твору
Письменник як фізична особа, стаючи автором твору, перевтілюється у таку особистість, яка добирає образи, творить предметний світ за власним, іманентним законом, згідно з яким представляє адресатові ідеальне послання-висловлювання.
Художній твір виникає як результат співтворчості творця і читача, що ведуть між собою уявний діалог. І цей об'єктивований результат співтворчості фіксується у тексті засобами писемної мови, яка є формою мовлення автора, оповідача, персонажів. Цілісний художній світ, створений уявою сприйняття, викликає цілісний читацький образ (щоправда, його ізоморфність до образу, створеного митцем, залишається проблематичною). Тому твір художньої літератури не стільки відтворює дійсність, скільки моделює її авторське сприйняття, письменницьку візію.
У цьому відношенні, художній твір є результатом творчості, засобом вислову, своєрідною мовною структурою, яка конкретизується в читацькому сприйнятті і певною мірою відбиває об'єктивну дійсність крізь призму суб'єктивного світу. Це — своєрідна фікція (fiction). Проте міра об'єктивного і суб'єктивного, відображеного й уявного, відтвореного й деформованого, буде щоразу іншою, залежною від мети суб'єкта художнього процесу, того літературного напряму і стильової течії, в річищі яких автор, приймаючи їх канони чи деформуючи їх, творить.

## Художнє слово
Художнє слово – це засіб впливу на людини за допомогою образних виразів та персоніфікованих героїв. Це своєрідний інструмент, яким автор створює справжній образний мікросвіт з метою певного естетичного впливу на читача (за Х. І. Кайбідою).
Виховна та художня цінність цього виду мистецтва обумовлена специфікою засобів втілення в ньому художнього образу, насамперед, мовних засобів виразності, адже мова літературного твору є найкращою, найвищою формою літературного мовлення.